# Metal Gear (gra komputerowa)
Metal Gear – gra komputerowa z gatunku skradanek, stworzona w 1987 roku przez Konami, jej głównym projektantem był Hideo Kojima. Głównym bohaterem jest Solid Snake, członek elitarnej jednostki FOXHOUND. Gra została pierwotnie wydana na komputerach MSX2, została później przeniesiona na NESa i komputery osobiste, a także trafiła do sklepu Wii (Virtual Console).

## Fabuła
Akcja gry dzieje się w roku 1995 w południowej Afryce. Fikcyjne państwo o nazwie Outer Heaven grozi użyciem Metal Gear — chodzącego czołgu, zdolnego do wystrzeliwania głowic nuklearnych z dowolnego miejsca na ziemi. Do akcji został wysłany agent "Gray Fox", jednak prawdopodobnie wpada w ręce wroga, gdyż kontakt z nim zostaje utracony. Na miejsce zostaje wysłany kolejny agent o pseudonimie Solid Snake – jego zadaniem jest uratowanie Foxa i zniszczenie Metal Gear.

## Rozgrywka
Gra jest jedną z pierwszych skradanek – umożliwiała omijanie i ciche likwidowanie przeciwników, zamiast w starciu bezpośrednim. Przeciwnicy mogli wejść w "Alert Mode", w którym wiedzieli o obecności bohatera i dążyli do jego likwidacji. Snake był obserwowany przez gracza "z góry", miał do dyspozycji zarówno broń (pistolet z ograniczoną amunicją – mógł jednak wrogów likwidować również w walce wręcz), jak i różne użyteczne przedmioty, jak lornetka czy radio do komunikacji z sojusznikami. W bazie Snake może znaleźć zarówno amunicję jak i racje żywnościowe, które go leczyły.

## Odbiór gry
Gra spotkała się z ciepłym przyjęciem, IGN umieścił ją na 26 miejscu najlepszych gier na NES, choć wersja ta miała wiele problemów, w tym braki w tłumaczeniu i nowo zrobiony poziom w dżungli, zawierający ścieżki zapętlające drogę, przeciwników odradzających się nawet po użyciu lornetki, oraz obszary "nie do przejścia" za samochodami – wszystko spowodowane tym, że Kojima nie pracował przy tej konwersji.